# Rambam Health Care Campus
Das Krankenhaus Maimonides - Medizinischer Campus für Humangesundheit (hebräisch רַמְבָּ״ם - הַקִּרְיָה הָרְפוּאִית לִבְרִיאוּת הָאָדָם RaMBa"M - haQirjah haRəfūʾīt liVrīʾūt haʾAdam, englisch Rambam Health Care Campus), auch Rambam-Krankenhaus oder einfach Rambam, liegt an der Bucht von Haifa im Stadtteil Bat Gallim in Haifa (Israel).
Es ist das größte Krankenhaus in Nordisrael und das fünftgrößte in ganz Israel. Es wurde nach dem Arzt und Philosophen Rabbi Mosche Ben-Maimon (RaMBaM; 1138–1204), auch bekannt als Maimonides, benannt.

## Einrichtungen

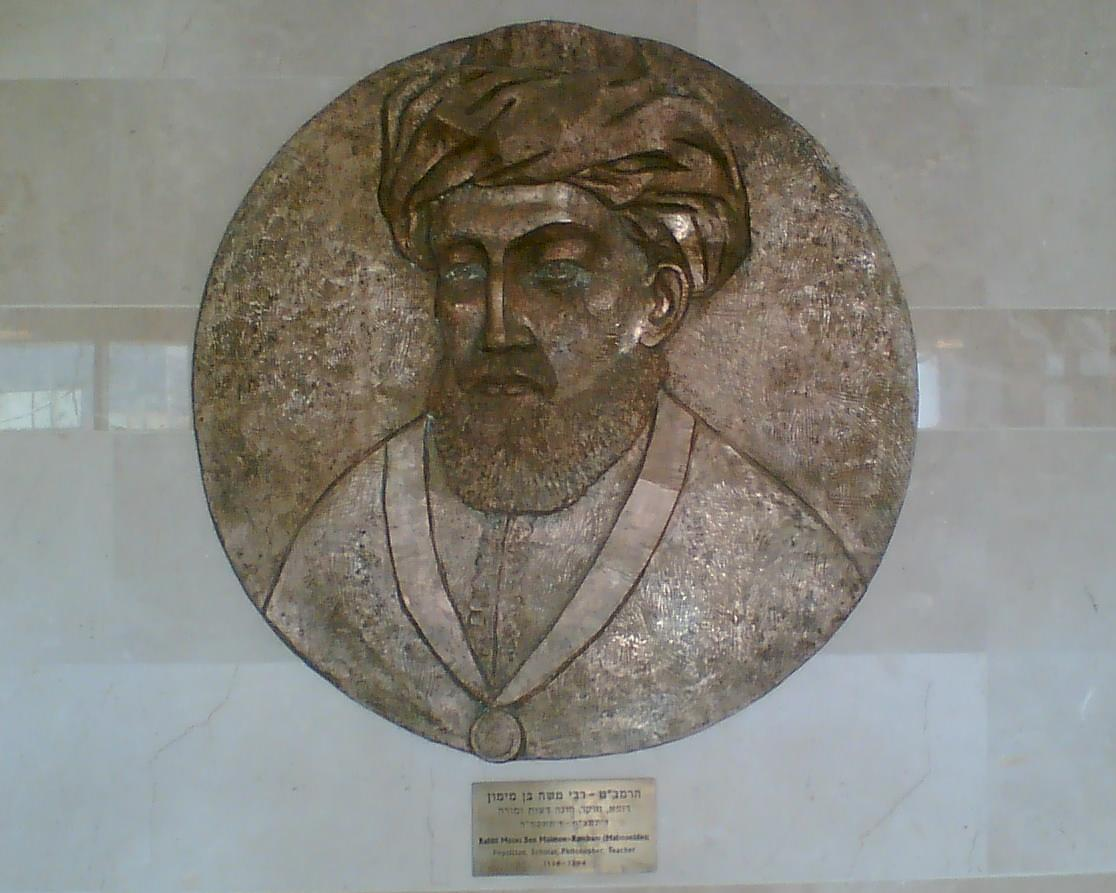
Maimonides-Gedenktafel im Krankenhaus

Das Rambam-Krankenhaus ist ein Level-I-Trauma-Zentrum. Rund 75.000 Menschen werden hier jährlich eingeliefert und weitere 500.000 werden in den ambulanten Kliniken und medizinischen Instituten behandelt. Die Medizinische Hochschule des Technions – die Rappaport-Fakultät – befindet sich neben dem Krankenhaus. Es verfügt über 36 Abteilungen mit rund 1000 Betten, neun Instituten und sechs Laboratorien.
Die Meyer-Kinderklinik, das einzige rein auf Kinder- und Jugendmedizin ausgerichtete Krankenhaus im Norden Israels, befindet sich auf dem Rambam Health Care Campus. Es wurde 1986 gegründet, um Kinder im Alter von 0 bis 16 Jahren zu behandeln.
Am Rambam-Krankenhaus ist das nationale AIDS-Instituts angegliedert.

## Geschichte
Das Rambam-Krankenhaus wurde 1938 während der britischen Mandatszeit auf einer halbmondförmigen Landzunge am Fuß des Karmelgebirges, nordwestlich des Hafens von Haifa, gegründet. Die Planung für den Krankenhausbau übernahm der Architekt Erich Mendelsohn.

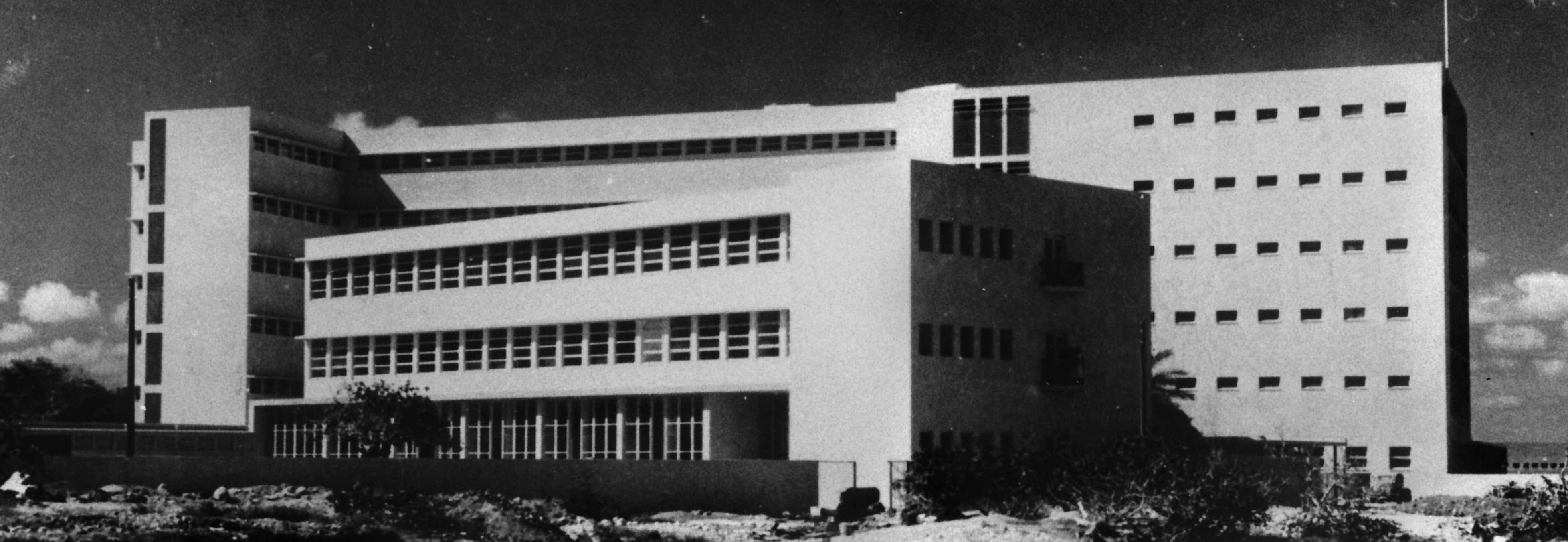
British Government Hospital in Haifa, 1938

Mit anfangs 225 Betten wurde es vom Hochkommissar von Palästina Harold MacMichael als British Government Hospital of Haifa eingeweiht.
Nach der Gründung des Staates Israel im Jahr 1948 wurde das Krankenhaus nach Rambam benannt. Das Krankenhaus brauchte mehr Raum, weswegen es ab 1966 nach Plänen Arieh Scharons erweitert wurde, wozu die MaʿAZ die Bauaufsicht übernahm. Die ausführende Baufirma Solel Boneh kam so schleppend voran, dass das Krankenhaus 1973 Tage nach Ausbruch des Jom-Kippur-Krieges den unfertigen Neubau in Betrieb nahm, um die hohe Zahl der Verwundeten und zivilen Kriegsverletzten aufnehmen und behandeln zu können. 

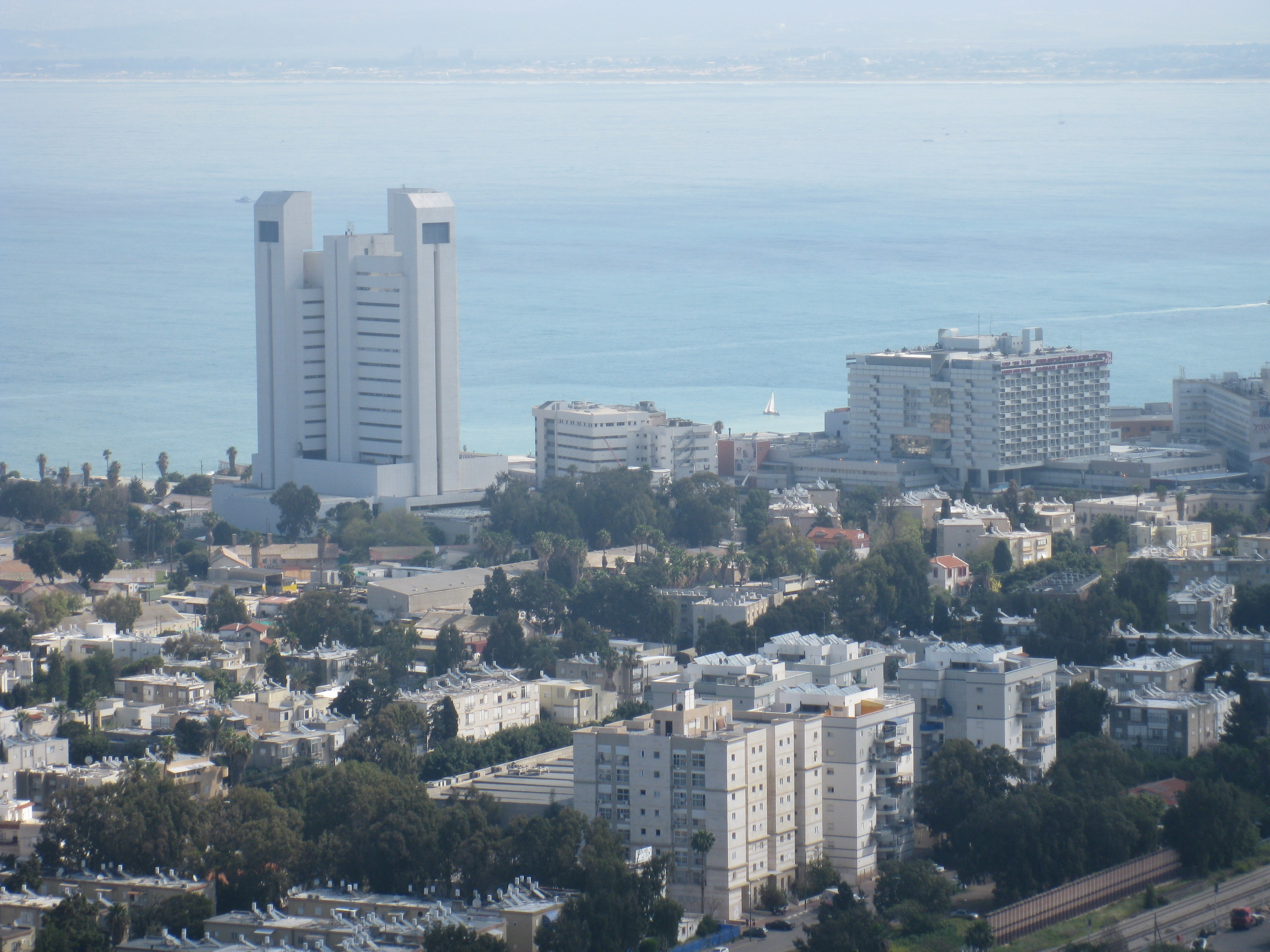
Medizinische Fakultät (links) und Krankenhaus-Gebäude (rechts)

## Erweiterung
Im Oktober 2010 begannen die Arbeiten an einem geschützten unterirdischen Krankenhaus, das konventionellen, chemischen und biologischen Angriffen widerstehen können soll. Das Krankenhaus soll dann über eine autonome Strom- und Sauerstoffversorgung, Trinkwasser und medizinischen Bedarf für bis zu drei Tage verfügen.
Teil des Projekts ist auch ein dreistöckiges Parkhaus, das bei Bedarf kurzfristig in ein 2000-Betten-Krankenhaus umgewandelt werden kann.